# Acacia daviesioides
Acacia daviesioides är en ärtväxtart som beskrevs av Charles Austin Gardner. Acacia daviesioides ingår i släktet akacior, och familjen ärtväxter. Inga underarter finns listade i Catalogue of Life.